# Elie Frédéric Forey

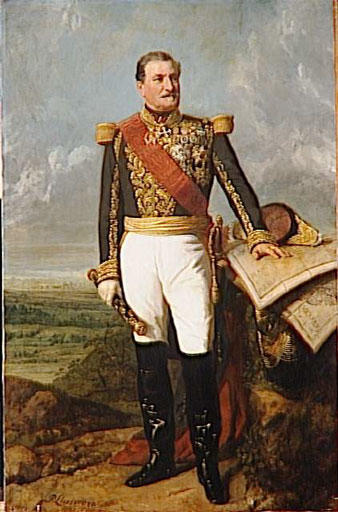
Élie Frédéric Forey

Élie Frédéric Forey (ur. 10 stycznia 1804 w Paryżu, zm. 20 czerwca 1872 tamże) – francuski generał i marszałek Francji.
Forey uczęszczał do szkoły wojskowej w Saint-Cyr, w 1824 w stopniu podporucznika wstąpił do 2. pułku lekkiego. W 1830 uczestniczył w ekspedycji do Algieru, w 1852 uzyskał stopień generał dywizji, walczył w wojnie krymskiej i pod Solferino, w latach 1862–1863 dowodził w Meksyku. Szybko piął się po szczeblach kariery wojskowej, wreszcie marszałek Francji.